# Vincent Tan

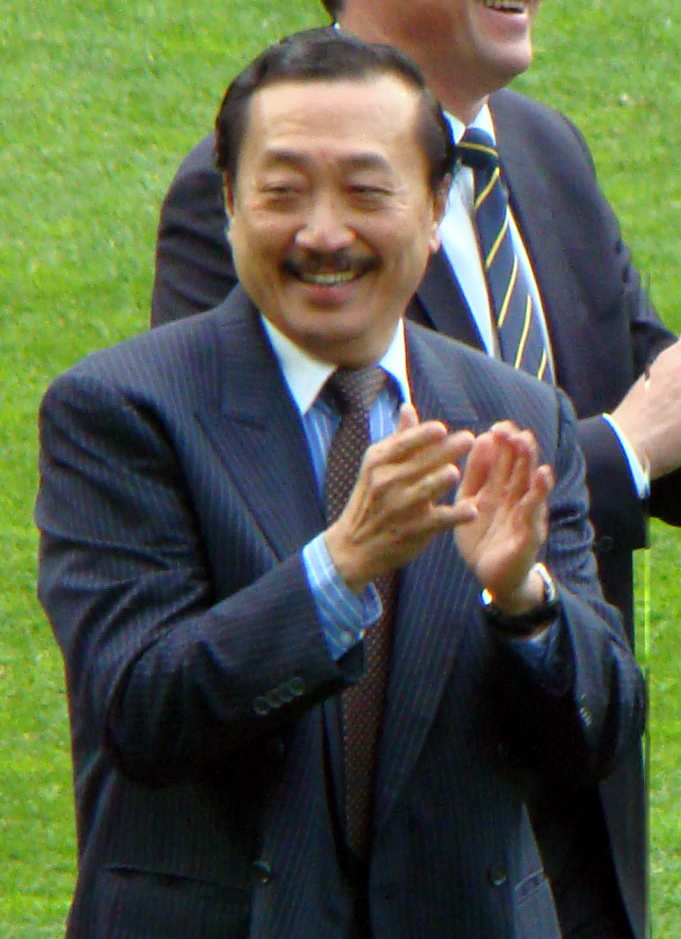
Vincent Tan (2012)

Vincent Tan Chee Yioun (* 3. März 1952), kurz Vincent Tan, ist ein malaysischer Unternehmer und Investor. Er ist Hauptanteilseigner und Vorstandsvorsitzender der Berjaya Group Berhad, eines diversifizierten Konglomerates mit Interessen im Immobiliensektor, Hotels und Gaststätten, Medien, Internet, Wasserversorgung und weiteren Wirtschaftszweigen.

## Geschäfte
Er eröffnete 1980 die erste McDonald’s-Filiale auf malaysischen Boden. Im Jahr 1985 kaufte er das hauptsächlich in der Spielebranche tätige Unternehmen Sport-Toto. 2010 erschien sein Name erstmals auf der Liste The World’s Billionaires; das Wirtschaftsmagazin Forbes schätzte sein Vermögen zu diesem Zeitpunkt auf 1,3 Milliarden US-Dollar.

## Cardiff City
Im Jahr 2010 erwarb er die absolute Mehrheit am walisischen Traditionsverein Cardiff City. Cardiff spielte, bevor Tan übernahm, schon mehr als 100 Jahre lang in Blau. Da Vincent Tan die Farbe Rot ansprechender findet und sie seiner Aussage nach in Asien einen besseren Ruf habe als Blau, spielt Cardiff City seit 2010 in Rot. Des Weiteren ließ er den Vogel in Cardiffs Vereinswappen gegen einen roten Drachen austauschen. Im Januar 2015 wurde das Logo erneut geändert und der Vogel kehrte ins Wappen zurück. Der rote Drache ist zwar noch im Logo integriert, jedoch deutlich kleiner als in der Vorgängerversion und unterhalb des Vogels. Außerdem spielt der Verein bei Heimspielen inzwischen wieder in blauen Trikots.